# Parakeelya ptychosperma
Parakeelya ptychosperma är en källörtsväxtart som först beskrevs av Ferdinand von Mueller, och fick sitt nu gällande namn av M.A. Hershkovitz. Parakeelya ptychosperma ingår i släktet Parakeelya och familjen källörtsväxter. Inga underarter finns listade i Catalogue of Life.